# Sun Ke
Sun Fo ou Sun Ke (Chinois : 孫科, pinyin: Sūn Kē) (Zhongshan, 21 octobre 1891 - Taipei, 13 septembre 1973), était un homme politique chinois. Fils de Sun Yat-sen, il occupa plusieurs positions importantes dans le gouvernement de la république de Chine.

## Biographie
Seul fils de Sun Yat-sen, né à Xiangshan (actuel Zhongshan, Guangdong, Chine) de sa première épouse Lu Muzhen, il part vivre en 1895 auprès de sa grand-mère maternelle établie à Hawaï. Il obtient un diplôme de Bachelier ès arts de Berkeley en 1916 et une maîtrise en sciences de l’université Columbia en 1917. Il recevra plus tard un diplôme honoraire de docteur en droit de l’université Columbia. Il épouse Kwai Jun-chun (mandarin : Chen Shuying 陳淑英) dont il aura deux fils et deux filles.
Après son retour en Chine, il est nommé maire de Guangzhou (Canton), où le gouvernement du Guomindang conduit par son père a son quartier général. Il occupe cette fonction de 1920 à 1922 puis de 1923 à 1925 (entre 1922 et 1923, Sun Yat-sen est banni par Chen Jiongming). Il entre au Comité exécutif du Guomindang (GMD) en 1926. Il en restera membre jusqu'en 1950 et représentera le GMD aux accords de paix avec le Parti communiste chinois. Dans le gouvernement de la république de Chine, il est ministre des Communications (1926-1927), ministre des Finances (1927-1928) et ministre des Chemins de fer (1928-1931).
En 1928, il devint président de l’université nationale Chiao Tung à Shanghai. Il y procède à des réformes administratives et pédagogiques, dont l’introduction d’un département d’éducation morale. Il crée une faculté scientifique comprenant trois départements (mathématiques, physique et chimie).
Il est Premier ministre de la république de Chine de 1931 à 1932 et président de l’Assemblée législative (立法院 , lifayuan) de 1932 à 1948. C'est à ce poste qu'il participe à l'élaboration de la constitution de 1947. En 1948, il est membre de la Commission gouvernementale (國民政府委員會 guominzhengfu weiyuanhui) en passe d'être abolie par les changements constitutionnels, puis devient vice-président du Yuan administratif (行政院 xingzhengyuan).
En 1949, la guerre civile chinoise se termine par la victoire des communistes. Il s’exile alors à Hong Kong jusqu’en 1951, puis en Europe de 1951 à 1952, et finalement aux États-Unis de 1952 à 1965. Il quitte les États-Unis pour devenir conseiller du président Tchang Kaï-chek établi à Taipei, Taïwan. Il occupera cette fonction jusqu’à sa mort. Il fut également président du conseil d’administration de l’université Soochow de Taïwan (1966-1973). Son épouse est décédée en 1962.